# Lucrezia Piaggio
Lucrezia Piaggio (Roma, 6 agosto 1986) è un'attrice ed ex modella italiana.

## Biografia
Originaria di Civitavecchia, inizia a lavorare come modella e come testimonial pubblicitaria. Nel 2001 realizza il suo primo servizio fotografico per il mensile francese Girls!; nel 2002 è sulle copertine di vari giornali giovanili. Sempre nel 2002 esordisce come attrice cinematografica, con il ruolo di Lorella Ombroni, nel film Natale sul Nilo, regia di Neri Parenti, figlia del generale Enrico Ombroni (Massimo Boldi).
Nel 2003 esordisce come attrice televisiva interpretando un ruolo minore in Incantesimo 6, al quale seguono alcune partecipazioni nelle fiction televisive italiane, sebbene non con ruoli da protagonista. Lavora con Vittorio De Sisti e Alfredo Peyretti nella prima stagione di Gente di mare (2005), poi con il regista Francesco Vicario nella prima stagione de I Cesaroni (2006), ed anche con Rossella Izzo nella miniserie televisiva Ricomincio da me (2005) e nella prima e seconda stagione di Provaci ancora prof! (2005-2007).
Nel 2007 ritorna a lavorare per il cinema come protagonista, insieme a Flavio Montrucchio, del film Il soffio dell'anima, sceneggiatura e regia di Vittorio Rambaldi. Il film, tratto dal romanzo omonimo di Valentina Lippi Bruni, è stato presentato in anteprima al Festival di Venezia ed è uscito nelle sale nel marzo del 2009. Sempre nel 2007 partecipa al film Matrimonio alle Bahamas, regia di Claudio Risi, nuovamente come figlia di Massimo Boldi.
Nel 2010 è protagonista, nel ruolo di Flavia, dell'opera prima di Giovanni Galletta, Dopo quella notte. Nello stesso anno è nuovamente sul grande schermo con il film A Natale mi sposo, regia di Paolo Costella.

### Vita privata
Nel 2013 si trasferisce a Malta con il suo fidanzato che sposa ad Anguillara Sabazia il 3 luglio 2015. Il 21 dicembre 2016 nasce la loro prima figlia, Nina. Nel 2021 diventano genitori per la seconda volta e nel 2022 per la terza volta.

## Filmografia

### Cinema
- Natale sul Nilo, regia di Neri Parenti (2002)
- Matrimonio alle Bahamas, regia di Claudio Risi (2007)
- Il soffio dell'anima, regia di Vittorio Rambaldi (2008)
- Guardando le stelle, regia di Stefano Calvagna (2009)[2]
- Dopo quella notte, regia di Giovanni Galletta (2010)
- A Natale mi sposo, regia di Paolo Costella (2010)
- Suspended Chronicles, regia di Pierluigi Bruno (2011)
- Bad Habits Stories, episodio FOL - Full of life, regia di Giulio Reale (2011)
- Miriam – cortometraggio, regia di Andrea Zuliani (2012)
- Halina – cortometraggio, regia di Francesco Ricci Lotteringi e Neri Ricci Lotteringi (2014)

### Televisione
- Incantesimo 6, regia di Alessandro Cane e Tomaso Sherman - serie TV (2003)
- Gente di mare, regia di Vittorio De Sisti e Alfredo Peyretti - serie TV (2005)
- Ricomincio da me, regia di Rossella Izzo - miniserie TV (2005)
- Provaci ancora prof!, regia di Rossella Izzo - miniserie TV (2005-2007, 2014)
- I Cesaroni, regia di Francesco Vicario (2006)
- Graffio di tigre, regia di Alfredo Peyretti - miniserie TV (2007)
- Nebbie e delitti 2, regia di Riccardo Donna - miniserie TV (2007)
- Fratelli Benvenuti, regia di Paolo Costella - miniserie TV (2010)
- Natale a 4 zampe, regia di Paolo Costella - film TV (2012)